# Onyangoncheon (métro de Séoul)
Onyangoncheon (en coréen : 신창(순천향대)역) est une station terminus de la ligne 1 (Ligne Janghang) du métro de Séoul. Elle est située sur la Haengmongni à Asan en Corée du Sud.

## Situation sur le réseau

Plan du réseau (2023)

## Histoire

### Gare ligne Janghang
La gare est mise en service le 1er juin 1922.

### Station Ligne 1
La station de la ligne 1 du métro de Séoul est mise en service le 15 décembre 2008

## Services aux voyageurs

### Desserte

Installations
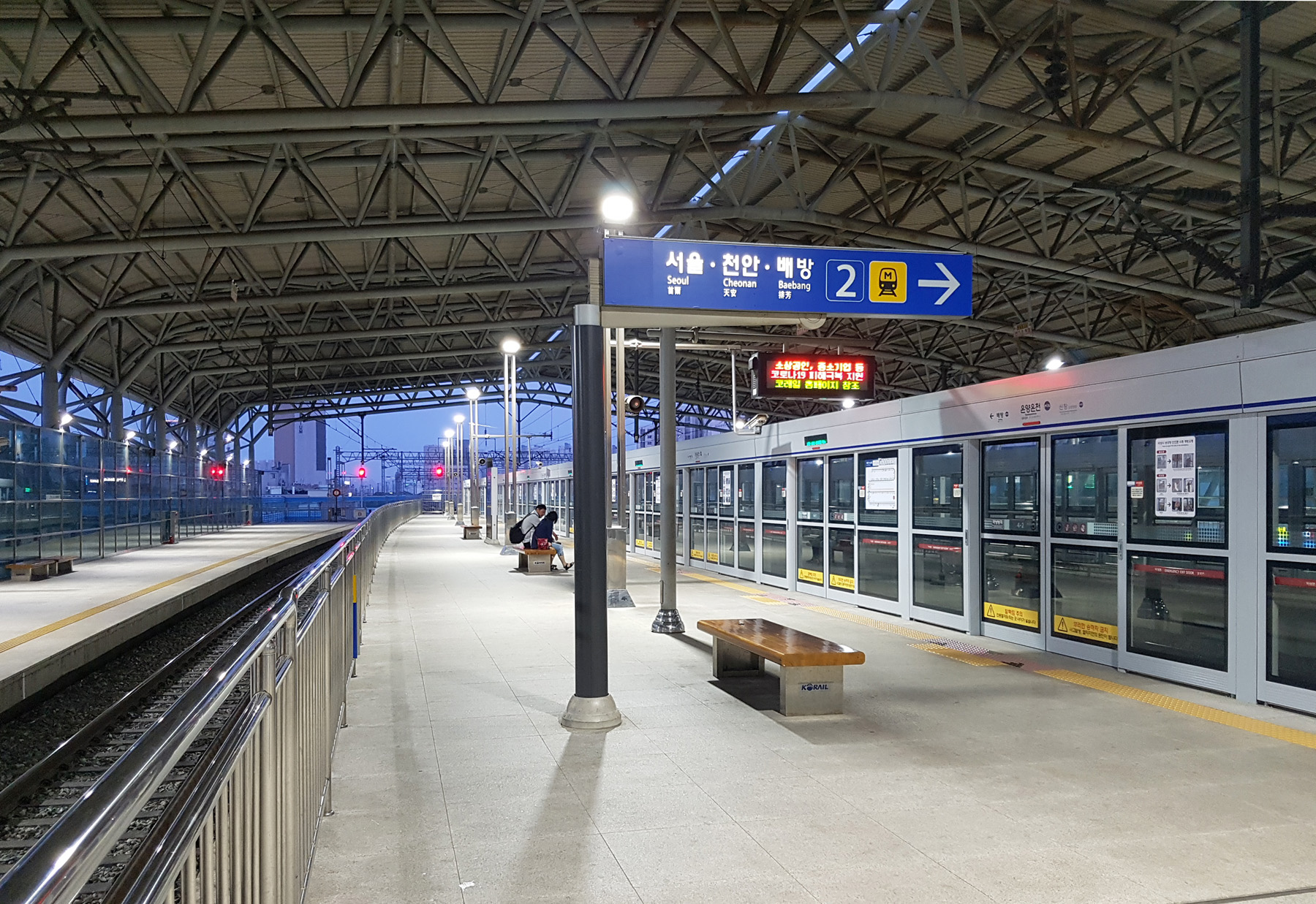
2020.
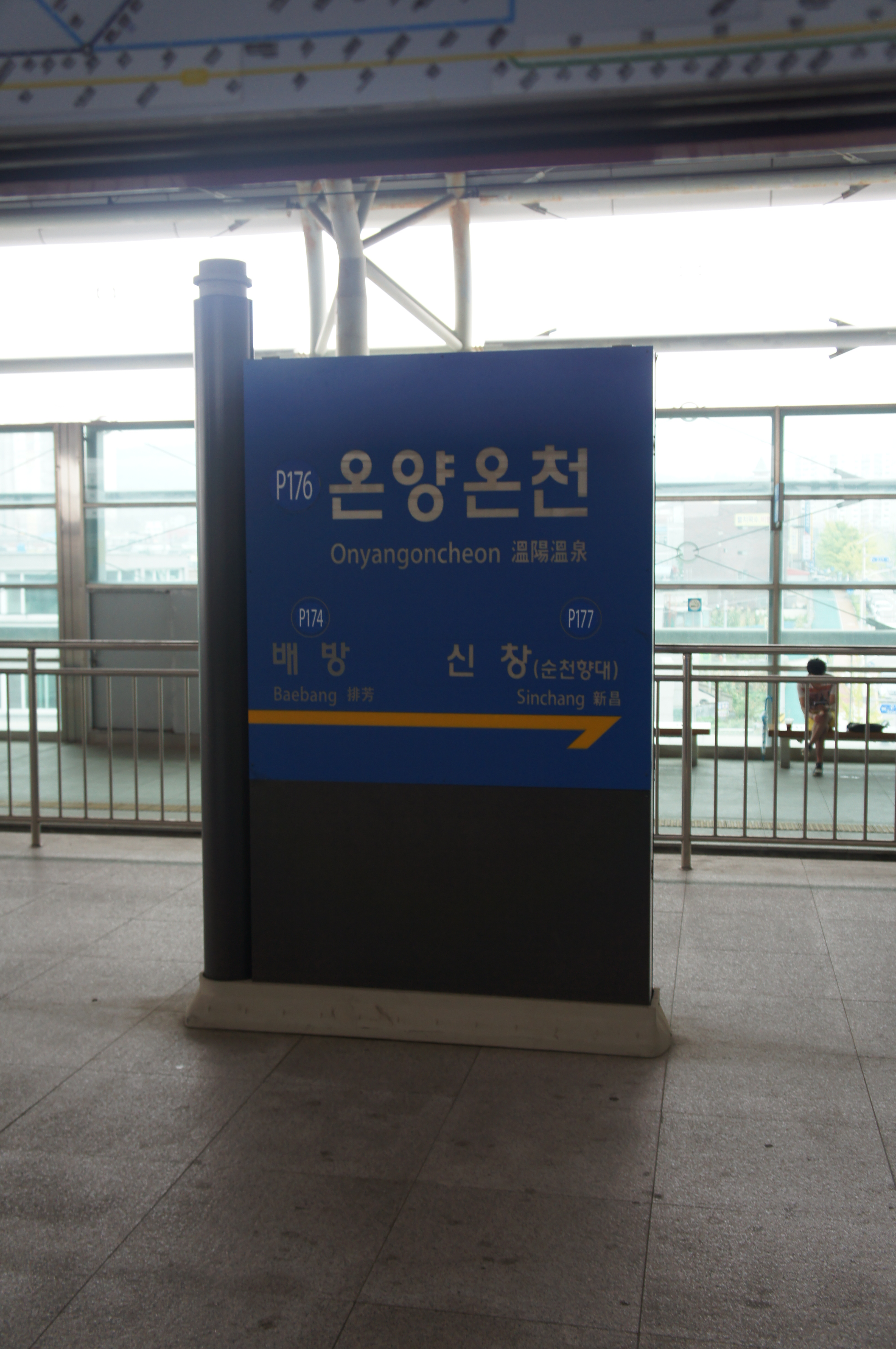
2014.
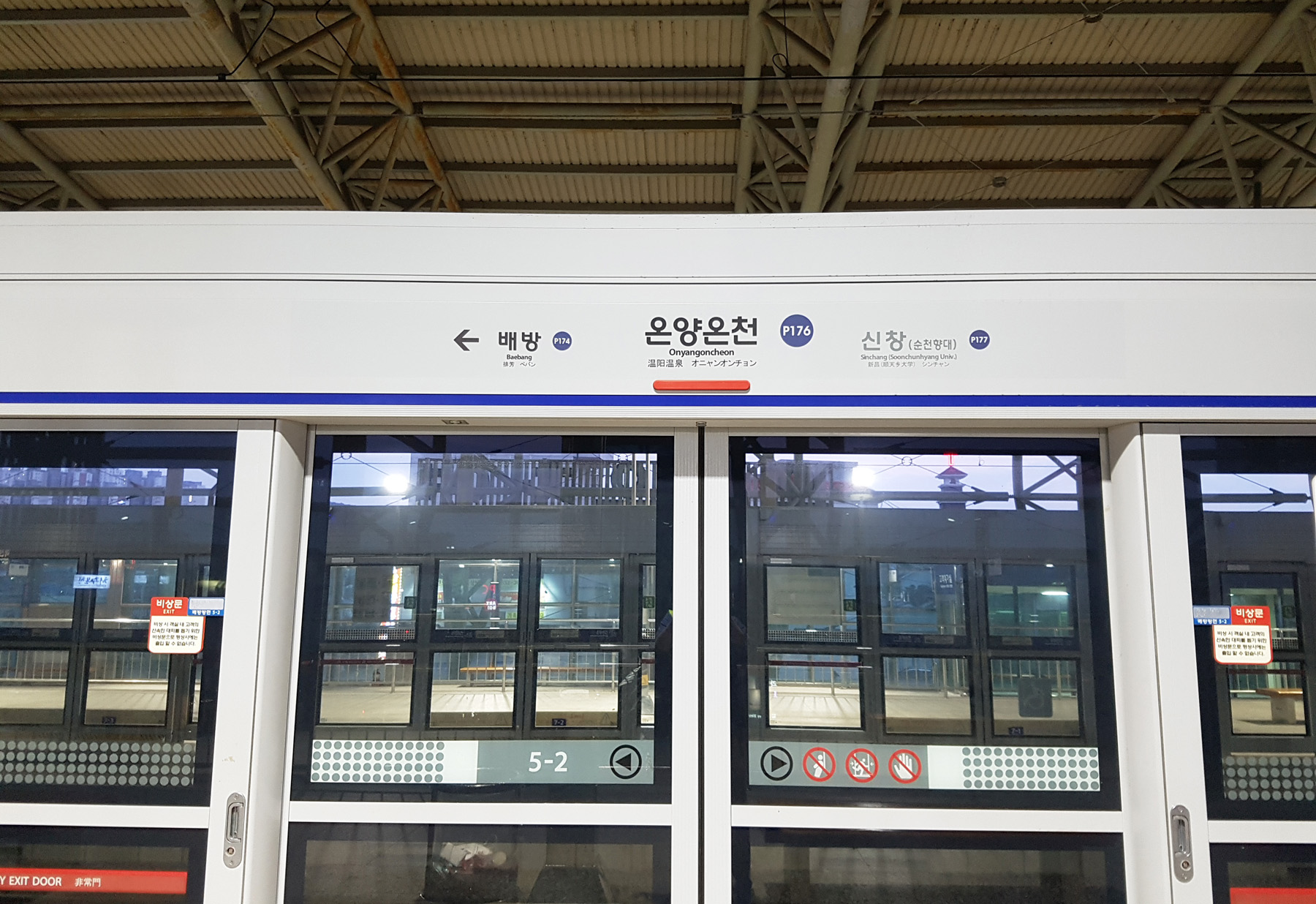
2020.